# Minta (EMNP)
A Minta (Magyar Ifjak Nemzeti Tanácsa) az Erdélyi Magyar Néppárt (EMNP) 2013 áprilisában Kolozsvárt megalakult ifjúsági tagozata. Feladatának az erdélyi magyar fiatalság politikai életbe történő integrálását tartja. A szervezet, mint az EMNP része, jobboldali beállítottságú. Saját maguk által megfogalmazott céljaik között szerepelnek:
- az erdélyi magyar fiatalok otthonmaradásának segítése
- az ifjúság politikai integrációja
- ifjúsági, kulturális  és sportrendezvények szervezése

## Szervezet
A Minta, akárcsak az Erdélyi Magyar Néppárt, fontosnak tartja a decentralizációt, ezért a területi szervezeteik is nem egy központi szervnek az alárendeltségébe tartoznak, hanem Erdély különböző történelmi régiói szerint szerveződnek.
Ennek megfelelően a helyi szervezetek 8 megyében három regionális szervezet valamelyikébe tartoznak:
Székelyföld:
- Hargita megye
- Kovászna megye
- Maros megye

Közép-Erdély:
- Brassó megye
- Kolozs megye

Partium:
- Bihar megye
- Szatmár megye
- Szilágy megye

## Vezetőség
Országos elnöke 2018. december 14. óta Brassai Hunor. Őt segíti három alelnök: Tatár Imola, Gábor Gellért és Zsigmond Hunor, valamint a megyei elnökök és a helyi szervezetek elnökei.
A Minta alapító elnöke, Tőke Ervin jelenleg az Erdélyi Magyar Néppárt ifjúsági alelnöke.

## Külső hivatkozások
- A Minta Facebook-oldala